# Alexander Aravena
Alexander Ernesto Chimpa Aravena Guzmán (Huechuraba, Santiago, 6 de septiembre de 2002) es un futbolista chileno que se desempeña como delantero y actualmente milita en Grêmio del Campeonato Brasileño de Serie A.

## Trayectoria
Nacido en La Pincoya, Huechuraba, hizo sus primeras armas en el Club Santa Inés de La Pincoya y con el equipo de fútbol de la Escuela General Carlos Prats, donde realizó su enseñanza básica, siendo uno de sus profesores Tomás Vodanovic. Se integró de las inferiores de Universidad Católica el año 2010, a la edad de 8 años. 

### Universidad Católica
Se integró a las inferiores de Universidad Católica destacando año a año como el máximo goleador de todas las series del futbol joven. Firma su primer contrato como profesional en diciembre de 2019, que lo vincularía al elenco cruzado hasta fines de 2022, además de ser promovido al primer equipo para la temporada 2020 por el técnico Ariel Holan. En el ámbito internacional fue incluido en la lista de los 30 jugadores inscritos para disputar la Copa Libertadores 2020.
Debutó oficialmente el 4 de enero de 2021, cuando reemplazó a los 9 minutos a Gastón Lezcano, en el triunfo de Universidad Católica sobre Huachipato por 3-0, en la fecha 23 de la Primera División de Chile 2020. En febrero de 2021, se celebró su primer título nacional con Universidad Católica al ganar el campeonato Primera División 2020. Ese mismo año, se coronó campeón de la Supercopa 2020, y al final de temporada consiguió el título de la Supercopa 2021. También la institución se coronó tetracampeón del torneo nacional, tras ganar las ediciones 2018, 2019, 2020 y 2021, formó parte de los últimos dos torneos y esta nueva estrella se convirtió en su cuarto título con la franja.

### Ñublense
Luego de no tener minutos en Universidad Católica, el club lo envió a préstamo a Ñublense para la temporada 2022. Durante la pretemporada con el club Aravena dejó buenas impresiones marcando un gol en el amistoso frente a Nacional que terminó empatado a 2 en Uruguay. El 7 de febrero de 2022, en su debut por el torneo nacional con el club, marcó su primer gol oficial en su carrera en el triunfo de Ñublense de visita ante Audax Italiano por 1 a 2. Por la fecha 5 del torneo frente a Deportes La Serena marcó su primer triplete en el triunfo 3 a 1 de su club.
Con Ñublense, se convirtió en el goleador del equipo con 11 goles en la liga, además de ser considerado como el mejor jugador sub-21, y ser incluido Equipo ideal del año. Tras su buen rendimiento, Ñublense hizo efectiva la opción de compra del jugador quedándose con un porcentaje de su pase y con sus derechos formativos.

### Retorno a Universidad Católica
Pese a que Ñublense comprase al jugador con un porcentaje de su pase a finales de 2022, Universidad Católica hizo uso de la repesca incluida en la cláusula, volviendo a recuperar al jugador para la temporada 2023 con un contrato hasta 2025. En la primera fecha de la primera división 2023 frente a Everton dio su primera asistencia con el club en el encuentro que terminaría 3-0 a favor del cuadro cruzado. Por la segunda fecha anotó su primer gol con la franja abriendo la cuenta ante Curicó Unido, partido que culminó en un 3 a 1 a favor de Universidad Católica. Su segundo gol con el club llegaría en el empate 3 a 3 ante Cobresal por la fecha 4 del torneo nacional.
En los siguientes partidos, nuevamente marcaría un gol en el triunfo 5 a 2 de su equipo ante Palestino por la fecha 6 y en la victoria 2 a 1 de su club ante Ñublense y Magallanes por la fecha 7 y 9. Para las dos últimas fecha de la primera rueda del torneo nacional, se enfrentó a Deportes Copiapó y Unión La Calera donde anotaría su sexta y séptima anotación con el club. Cerró su primer semestre con el club anotando un gol en el triunfo 2 a 0 ante Santiago Wanderers por los cuartos de final de la fase regional de la Copa Chile, terminando el primer semestre de su club como el segundo goleador de la temporada por detrás de Fernando Zampedri.
Tras la salida de Ariel Holan y el ingreso de Nicolás Núñez como entrenador, en el segundo semestre Aravena perdería visibilidad en cancha tras ser cambiado de su posición natural de extremo al ser centralizado en el mediocampo, pese a ellos continuó marcando en el triunfo ante Coquimbo y el empate frente a Cobresal. Su décimo gol por la liga nacional llegaría en la fecha 23 en el empate a 2 frente a Unión Española, donde también recibiría su primera expulsión en su carrera tras recibir doble amarilla por reclamos una vez finalizado el encuentro.
El 1 de octubre de 2023 ante Colo Colo por la fecha 25 marcaría el único gol de su club en la derrota ante el albo por 2 a 1 en el Estadio Monumental, y en la fecha siguiente sería fundamental en el triunfo de su club de visita ante O'Higgins por 3 a 0, aportando con 2 asistencias para Zampedri. En los últimos partidos del campeonato, marcarían un nuevo doblete en el empate de su club ante Deportes Copiapó Cerrando así su temporada por la liga con 13 goles en 28 partidos, siendo premiado como el mejor delantero izquierdo del fútbol chileno por la Gala Crack Easy

### Grêmio
El 14 de julio de 2024 se anunció como nuevo refuerzo del Grêmio de Brasil.La transferencia fue por un contrato hasta diciembre de 2028, y el club de Porto Alegre se quedó con el 70% de su pase.

## Selección nacional

### Selecciones menores
Fue parte de la Selección de fútbol sub-17 de Chile que jugaría el Campeonato Sudamericano de Fútbol Sub-17 de 2019, donde convirtió cuatro goles, uno frente a Ecuador en la fase de grupos y uno contra Ecuador, Perú y Uruguay en el Hexagonal final, donde lograrían el segundo lugar, además de clasificar a la Copa Mundial de Fútbol Sub-17 de 2019. En la Copa Mundial de Fútbol Sub-17 de 2019 participa con Chile, donde quedarían eliminados en octavos de final contra Brasil.
Por la selección sub-23 debutó el 31 de agosto de 2022 en el Estadio Tierra de Campeones frente a Perú, donde anotaría su primer gol en el minuto 64, terminando el partido 1 a 0 a favor de Chile. Fue convocado por el entrenador Eduardo Berizzo para ser parte de la sub-23, para participar en los Juegos Panamericanos de 2023, debutando ante México el 23 de octubre. En su segundo partido marcaría el gol del triunfo ante Uruguay por la cuenta mínima. Posteriormente, en el tercer partido ante República Dominicana, entró como suplente y marcó un gol y dio dos asistencias en la victoria por 5 a 0.

#### Participaciones internacionales sub-17
| Competencia                 | Sede   | Resultado        | PJ | Goles | Asist. |
| --------------------------- | ------ | ---------------- | -- | ----- | ------ |
| Sudamericano Sub-17 de 2019 | Perú   | Subcampeón       | 9  | 4     | 2      |
| Mundial Sub-17 de 2019      | Brasil | Octavos de final | 3  | 0     | 0      |
| Total                       | Total  | Total            | 12 | 4     | 2      |

#### Participaciones internacionales sub-23
| Competencia                             | Sede      | Resultado        | PJ | Goles | Asist. |
| --------------------------------------- | --------- | ---------------- | -- | ----- | ------ |
| Juegos Panamericanos Sub-23 de 2023     | Santiago  | Medalla de plata | 5  | 2     | 2      |
| Preolímpico Sudamericano Sub-23 de 2024 | Venezuela | Fase de grupos   | 4  | 0     | 0      |
| Total                                   | Total     | Total            | 9  | 2     | 2      |

#### Detalles de partidos
| Partidos internacionales con Selección Chilena Sub-17 | Partidos internacionales con Selección Chilena Sub-17 | Partidos internacionales con Selección Chilena Sub-17 | Partidos internacionales con Selección Chilena Sub-17 | Partidos internacionales con Selección Chilena Sub-17 | Partidos internacionales con Selección Chilena Sub-17 | Partidos internacionales con Selección Chilena Sub-17 | Partidos internacionales con Selección Chilena Sub-17 | Partidos internacionales con Selección Chilena Sub-17 |
| N.º                                                   | Fecha                                                 | Estadio                                               | Local                                                 | Resultado                                             | Visitante                                             | Goles                                                 | Asist.                                                | Competición                                           |
| ----------------------------------------------------- | ----------------------------------------------------- | ----------------------------------------------------- | ----------------------------------------------------- | ----------------------------------------------------- | ----------------------------------------------------- | ----------------------------------------------------- | ----------------------------------------------------- | ----------------------------------------------------- |
| 1                                                     | 21 de marzo de 2019                                   | Estadio San Marcos, Lima                              | Perú                                                  | 0-0                                                   | Chile                                                 |                                                       |                                                       | Sudamericano Sub-17 de 2019                           |
| 2                                                     | 25 de marzo de 2019                                   | Estadio San Marcos, Lima                              | Ecuador                                               | 3-2                                                   | Chile                                                 | Anotado                                               |                                                       | Sudamericano Sub-17 de 2019                           |
| 3                                                     | 27 de marzo de 2019                                   | Estadio San Marcos, Lima                              | Chile                                                 | 3-0                                                   | Venezuela                                             |                                                       |                                                       | Sudamericano Sub-17 de 2019                           |
| 4                                                     | 29 de marzo de 2019                                   | Estadio San Marcos, Lima                              | Bolivia                                               | 0-4                                                   | Chile                                                 |                                                       |                                                       | Sudamericano Sub-17 de 2019                           |
| 5                                                     | 2 de abril de 2019                                    | Estadio San Marcos, Lima                              | Chile                                                 | 1-0                                                   | Ecuador                                               | Anotado                                               |                                                       | Sudamericano Sub-17 de 2019                           |
| 6                                                     | 5 de abril de 2019                                    | Estadio San Marcos, Lima                              | Perú                                                  | 2-3                                                   | Chile                                                 | Anotado                                               | 35' a Gonzalo Tapia                                   | Sudamericano Sub-17 de 2019                           |
| 7                                                     | 8 de abril de 2019                                    | Estadio San Marcos, Lima                              | Chile                                                 | 0-2                                                   | Argentina                                             |                                                       |                                                       | Sudamericano Sub-17 de 2019                           |
| 8                                                     | 11 de abril de 2019                                   | Estadio San Marcos, Lima                              | Uruguay                                               | 2-4                                                   | Chile                                                 | Anotado                                               | 89' a Vicente Pizarro                                 | Sudamericano Sub-17 de 2019                           |
| 9                                                     | 14 de abril de 2019                                   | Estadio San Marcos, Lima                              | Chile                                                 | 0-0                                                   | Paraguay                                              |                                                       |                                                       | Sudamericano Sub-17 de 2019                           |
| 10                                                    | 27 de octubre de 2019                                 | Estadio Hailé Pinheiro, Goiânia                       | Francia                                               | 0-0                                                   | Chile                                                 |                                                       |                                                       | Copa Mundial Sub-17 de 2019                           |
| 11                                                    | 30 de octubre de 2019                                 | Estadio Hailé Pinheiro, Goiânia                       | Chile                                                 | 4-2                                                   | Haití                                                 |                                                       |                                                       | Copa Mundial Sub-17 de 2019                           |
| 12                                                    | 6 de noviembre de 2019                                | Estadio Bezerrão, Gama                                | Brasil                                                | 3-2                                                   | Chile                                                 |                                                       |                                                       | Copa Mundial Sub-17 de 2019                           |
| Total                                                 | Total                                                 | Total                                                 | Presencias                                            | 12                                                    | Goles                                                 | 4                                                     | 2                                                     |                                                       |

| Partidos internacionales con Selección Chilena Sub-23 | Partidos internacionales con Selección Chilena Sub-23 | Partidos internacionales con Selección Chilena Sub-23 | Partidos internacionales con Selección Chilena Sub-23 | Partidos internacionales con Selección Chilena Sub-23 | Partidos internacionales con Selección Chilena Sub-23 | Partidos internacionales con Selección Chilena Sub-23 | Partidos internacionales con Selección Chilena Sub-23 | Partidos internacionales con Selección Chilena Sub-23 |
| N.º                                                   | Fecha                                                 | Estadio                                               | Local                                                 | Resultado                                             | Visitante                                             | Goles                                                 | Asist.                                                | Competición                                           |
| ----------------------------------------------------- | ----------------------------------------------------- | ----------------------------------------------------- | ----------------------------------------------------- | ----------------------------------------------------- | ----------------------------------------------------- | ----------------------------------------------------- | ----------------------------------------------------- | ----------------------------------------------------- |
| 1                                                     | 23 de octubre de 2023                                 | Estadio Sausalito, Viña del Mar, Chile                | Chile                                                 | 1-0                                                   | México                                                |                                                       |                                                       | Juegos Panamericanos 2023                             |
| 2                                                     | 26 de octubre de 2023                                 | Estadio Elías Figueroa, Valparaíso, Chile             | Chile                                                 | 1-0                                                   | Uruguay                                               | 1                                                     |                                                       | Juegos Panamericanos 2023                             |
| 3                                                     | 29 de octubre de 2023                                 | Estadio Sausalito, Viña del Mar, Chile                | Chile                                                 | 5-0                                                   | República Dominicana                                  | 1                                                     | 75' a Lucas Assadi, 90' a Clemente Montes             | Juegos Panamericanos 2023                             |
| 4                                                     | 1 de noviembre de 2023                                | Estadio Elías Figueroa, Valparaíso, Chile             | Chile                                                 | 1-0                                                   | Estados Unidos                                        |                                                       |                                                       | Juegos Panamericanos 2023                             |
| 5                                                     | 4 de noviembre de 2023                                | Estadio Sausalito, Viña del Mar, Chile                | Chile                                                 | 1-1 (t. s.) 2-4p                                      | Brasil                                                |                                                       |                                                       | Juegos Panamericanos 2023                             |
| 6                                                     | 21 de enero de 2024                                   | Polideportivo Misael Delgado, Venezuela               | Perú                                                  | 1-0                                                   | Chile                                                 |                                                       |                                                       | Preolímpico Sudamericano 2024                         |
| 7                                                     | 27 de enero de 2024                                   | Polideportivo Misael Delgado, Venezuela               | Uruguay                                               | 0-1                                                   | Chile                                                 |                                                       |                                                       | Preolímpico Sudamericano 2024                         |
| 8                                                     | 30 de enero de 2024                                   | Polideportivo Misael Delgado, Venezuela               | Chile                                                 | 0-5                                                   | Argentina                                             |                                                       |                                                       | Preolímpico Sudamericano 2024                         |
| 9                                                     | 2 de febrero de 2024                                  | Estadio Brígido Iriarte, Venezuela                    | Chile                                                 | 2-1                                                   | Paraguay                                              |                                                       |                                                       | Preolímpico Sudamericano 2024                         |
| Total                                                 | Total                                                 | Total                                                 | Presencias                                            | 9                                                     | Goles                                                 | 2                                                     | 2                                                     |                                                       |

### Selección absoluta
En marzo de 2023, fue nominado por el entrenador Eduardo Berizzo para formar parte de la Selección adulta, para la fecha FIFA del mismo mes, donde Chile jugó con su similar de Paraguay, ingresando en el minuto 51 y siendo pieza fundamental en el triunfo ante La Albirroja por 3-2.

#### Clasificatorias Norteamérica 2026
Fue nominado para los primeros partidos de los clasificatorios a Norteamérica 2026, jugando como titular el 8 de septiembre en la derrota de Chile por 3 a 1 ante Uruguay en Montevideo. En la siguiente fecha, entre al minuto 75, remplazando a Ben Brereton en el empate a 0 ante Colombia.Por la tercera y cuarta fecha volvió a ser considerado por el técnico, entrando nuevamente como suplente de Brereton al minuto 79, donde sería fundamental tras dar una asistencia a Marcelino Núñez quién en el minuto 91 marcó el definitivo 2 a 0 ante Perú.

#### Participaciones en Clasificatorias a Copas del Mundo
| Eliminatorias                   | Sede       | Resultado  | Posición | Partidos | Goles | Asistencias |
| ------------------------------- | ---------- | ---------- | -------- | -------- | ----- | ----------- |
| Eliminatorias Norteamérica 2026 | Sudamérica | En disputa |          | 10       | 0     | 1           |

### Partidos internacionales
Actualizado hasta el 5 de junio de 2025.
| Partidos internacionales | Partidos internacionales | Partidos internacionales                                           | Partidos internacionales | Partidos internacionales | Partidos internacionales | Partidos internacionales | Partidos internacionales | Partidos internacionales | Partidos internacionales          |
| N.º                      | Fecha                    | Estadio                                                            | Local                    | Resultado                | Visitante                | Goles                    | Asistencias              | DT                       | Competición                       |
| ------------------------ | ------------------------ | ------------------------------------------------------------------ | ------------------------ | ------------------------ | ------------------------ | ------------------------ | ------------------------ | ------------------------ | --------------------------------- |
| 1                        | 27 de marzo de 2023      | Estadio Monumental, Santiago, Chile                                | Chile                    | 3-2                      | Paraguay                 |                          |                          | Eduardo Berizzo          | Amistoso                          |
| 2                        | 11 de junio de 2023      | Estadio Municipal Alcaldesa Ester Roa Rebolledo, Concepción, Chile | Chile                    | 3-0                      | Cuba                     |                          |                          | Eduardo Berizzo          | Amistoso                          |
| 3                        | 20 de junio de 2023      | Estadio Ramón Aguilera Costas, Santa Cruz de la Sierra, Bolivia    | Bolivia                  | 0-0                      | Chile                    |                          |                          | Eduardo Berizzo          | Amistoso                          |
| 4                        | 8 de septiembre de 2023  | Estadio Centenario , Montevideo, Uruguay                           | Uruguay                  | 3-1                      | Chile                    |                          |                          | Eduardo Berizzo          | Clasificatorias Norteamérica 2026 |
| 5                        | 12 de septiembre de 2023 | Estadio Monumental, Santiago, Chile                                | Chile                    | 0-0                      | Colombia                 |                          |                          | Eduardo Berizzo          | Clasificatorias Norteamérica 2026 |
| 6                        | 12 de octubre de 2023    | Estadio Monumental, Santiago, Chile                                | Chile                    | 2-0                      | Perú                     |                          | 90+1' a Marcelino Núñez  | Eduardo Berizzo          | Clasificatorias Norteamérica 2026 |
| 7                        | 17 de octubre de 2023    | Estadio Monumental, Maturín, Venezuela                             | Venezuela                | 3-0                      | Chile                    |                          |                          | Eduardo Berizzo          | Clasificatorias Norteamérica 2026 |
| 8                        | 16 de noviembre de 2023  | Estadio Monumental, Santiago, Chile                                | Chile                    | 0-0                      | Paraguay                 |                          |                          | Eduardo Berizzo          | Clasificatorias Norteamérica 2026 |
| 9                        | 21 de noviembre de 2023  | Estadio Rodrigo Paz Delgado, Quito, Ecuador                        | Ecuador                  | 1-0                      | Chile                    |                          |                          | Nicolás Córdova          | Clasificatorias Norteamérica 2026 |
| 10                       | 15 de noviembre de 2024  | Estadio Monumental "U", Lima, Perú                                 | Perú                     | 0-0                      | Chile                    |                          |                          | Ricardo Gareca           | Clasificatorias Norteamérica 2026 |
| 11                       | 19 de noviembre de 2024  | Estadio Nacional, Santiago, Chile                                  | Chile                    | 4-2                      | Venezuela                |                          |                          | Ricardo Gareca           | Clasificatorias Norteamérica 2026 |
| 12                       | 20 de marzo de 2025      | Estadio Defensores del Chaco, Asunción, Paraguay                   | Paraguay                 | 1-0                      | Chile                    |                          |                          | Ricardo Gareca           | Clasificatorias Norteamérica 2026 |
| 13                       | 5 de junio de 2025       | Estadio Nacional, Santiago, Chile                                  | Chile                    | 0-1                      | Argentina                |                          |                          | Ricardo Gareca           | Clasificatorias Norteamérica 2026 |
| Total                    | Total                    | Total                                                              | Presencias               | 13                       | Goles                    | 0                        | 1                        |                          |                                   |

| Selección chilena | Selección chilena | Selección chilena |
| Año               | Partidos          | Goles             |
| ----------------- | ----------------- | ----------------- |
| 2023              | 9                 | 0                 |
| 2024              | 2                 | 0                 |
| 2025              | 2                 | 0                 |
| Total             | 13                | 0                 |

## Estadísticas

### Clubes
| Club                         | Div.          | Temporada     | Liga  | Liga  | Liga   | Copas nacionales | Copas nacionales | Copas nacionales | Torneos internacionales | Torneos internacionales | Torneos internacionales | Total | Total | Total  |
| Club                         | Div.          | Temporada     | Part. | Goles | Asist. | Part.            | Goles            | Asist.           | Part.                   | Goles                   | Asist.                  | Part. | Goles | Asist. |
| ---------------------------- | ------------- | ------------- | ----- | ----- | ------ | ---------------- | ---------------- | ---------------- | ----------------------- | ----------------------- | ----------------------- | ----- | ----- | ------ |
| Universidad Católica · Chile | 1.ª           | 2020          | 4     | 0     | 0      | —                | —                | —                | —                       | —                       | —                       | 4     | 0     | 0      |
| Universidad Católica · Chile | 1.ª           | 2021          | 1     | 0     | 0      | —                | —                | —                | —                       | —                       | —                       | 1     | 0     | 0      |
| Ñublense · Chile             | 1.ª           | 2022          | 30    | 11    | 3      | 6                | 1                | 0                | 2                       | 0                       | 0                       | 38    | 12    | 3      |
| Ñublense · Chile             | Total club    | Total club    | 30    | 11    | 3      | 6                | 1                | 0                | 2                       | 0                       | 0                       | 38    | 12    | 3      |
| Universidad Católica · Chile | 1.ª           | 2023          | 28    | 13    | 5      | 5                | 1                | 0                | 1                       | 0                       | 1                       | 34    | 14    | 6      |
| Universidad Católica · Chile | 1.ª           | 2024          | 13    | 3     | 2      | 3                | 0                | 0                | 1                       | 0                       | 0                       | 17    | 3     | 2      |
| Universidad Católica · Chile | Total club    | Total club    | 46    | 16    | 7      | 8                | 1                | 0                | 2                       | 0                       | 1                       | 56    | 17    | 8      |
| Grêmio · Brasil              | 1.ª           | 2024          | 16    | 2     | 2      | —                | —                | —                | —                       | —                       | —                       | 16    | 2     | 2      |
| Grêmio · Brasil              | 1.ª           | 2025          | 11    | 2     | 0      | 10               | 1                | 1                | 5                       | 1                       | 0                       | 26    | 4     | 1      |
| Grêmio · Brasil              | Total club    | Total club    | 27    | 4     | 2      | 10               | 1                | 1                | 5                       | 1                       | 0                       | 42    | 6     | 3      |
| Total carrera                | Total carrera | Total carrera | 103   | 31    | 12     | 24               | 3                | 1                | 9                       | 1                       | 1                       | 136   | 35    | 14     |
| 1. 2. 3.                     |               |               |       |       |        |                  |                  |                  |                         |                         |                         |       |       |        |

### Selecciones
| Selección      | Temporada     | Amistosos | Amistosos | Amistosos | Sudamérica | Sudamérica | Sudamérica | Mundial | Mundial | Mundial | Total | Total | Total  |
| Selección      | Temporada     | Part.     | Goles     | Asist.    | Part.      | Goles      | Asist.     | Part.   | Goles   | Asist.  | Part. | Goles | Asist. |
| -------------- | ------------- | --------- | --------- | --------- | ---------- | ---------- | ---------- | ------- | ------- | ------- | ----- | ----- | ------ |
| Sub-17 · Chile | 2018          | 1         | 0         | 0         | —          | —          | —          | —       | —       | —       | 1     | 0     | 0      |
| Sub-17 · Chile | 2019          | —         | —         | —         | 9          | 4          | 2          | 3       | 0       | 0       | 12    | 4     | 2      |
| Sub-17 · Chile | Total         | 1         | 0         | 0         | 9          | 4          | 2          | 3       | 0       | 0       | 13    | 4     | 2      |
| Sub-23 · Chile | 2022          | 1         | 1         | 0         | —          | —          | —          | —       | —       | —       | 1     | 1     | 0      |
| Sub-23 · Chile | 2023          | 1         | 1         | 0         | 5          | 2          | 2          | —       | —       | —       | 6     | 3     | 2      |
| Sub-23 · Chile | 2024          | 0         | 0         | 0         | 4          | 0          | 0          | —       | —       | —       | 4     | 0     | 0      |
| Sub-23 · Chile | Total         | 2         | 2         | 0         | 9          | 2          | 2          | 0       | 0       | 0       | 11    | 4     | 2      |
| Adulta · Chile | 2023          | 3         | 0         | 0         | 6          | 0          | 1          | —       | —       | —       | 9     | 0     | 1      |
| Adulta · Chile | Total         | 3         | 0         | 0         | 6          | 0          | 1          | 0       | 0       | 0       | 9     | 0     | 1      |
| Total carrera  | Total carrera | 6         | 2         | 0         | 24         | 5          | 5          | 3       | 0       | 0       | 33    | 8     | 5      |
| 1. 2.          |               |           |           |           |            |            |            |         |         |         |       |       |        |

### Resumen estadístico
| Competición                     | Partidos | Goles | Asistencias |
| ------------------------------- | -------- | ----- | ----------- |
| Primera División de Chile       | 76       | 27    | 10          |
| Campeonato Brasileño de Serie A | 27       | 4     | 2           |
| Copa Chile                      | 14       | 2     | 0           |
| Campeonato Gaúcho               | 8        | 1     | 1           |
| Copa de Brasil                  | 2        | 0     | 0           |
| Copa Sudamericana               | 9        | 1     | 1           |
| Chile Sub-17                    | 13       | 4     | 2           |
| Chile Sub-23                    | 11       | 4     | 2           |
| Selección adulta                | 13       | 0     | 1           |
| Total                           | 173      | 43    | 19          |

### Tripletes
| Partidos en los que anotó tres o más goles | Partidos en los que anotó tres o más goles | Partidos en los que anotó tres o más goles | Partidos en los que anotó tres o más goles | Partidos en los que anotó tres o más goles | Partidos en los que anotó tres o más goles | Partidos en los que anotó tres o más goles |
| N.º                                        | Fecha                                      | Estadio                                    | Partido                                    | Goles                                      | Resultado                                  | Competición                                |
| ------------------------------------------ | ------------------------------------------ | ------------------------------------------ | ------------------------------------------ | ------------------------------------------ | ------------------------------------------ | ------------------------------------------ |
| 1                                          | 4 de marzo de 2022                         | Nelson Oyarzún, Chillán                    | Ñublense - Deportes La Serena              |                                            | 3 - 1                                      | Primera División 2022                      |

## Palmarés

### Títulos nacionales
| Título             | Equipo                     | País  | Año  |
| ------------------ | -------------------------- | ----- | ---- |
| Primera División   | C. D. Universidad Católica | Chile | 2020 |
| Supercopa de Chile | C. D. Universidad Católica | Chile | 2020 |
| Supercopa de Chile | C. D. Universidad Católica | Chile | 2021 |
| Primera División   | C. D. Universidad Católica | Chile | 2021 |

### Distinciones individuales
| Distinción                                                    | Año  |
| ------------------------------------------------------------- | ---- |
| Mejor jugador sub-21 del Fútbol chileno en la Gala Crack Easy | 2022 |
| Equipo ideal del año en la Gala Crack Easy                    | 2022 |
| Equipo ideal del año en la Gala Crack Easy                    | 2023 |